# Conceição de Macabu
Conceição de Macabu város Brazíliában, Rio de Janeiro államban. Lakosainak száma 21 104 fő (2022). Conceição de Macabu Campos dos Goytacazes és Carapebus községekkel határos.

## Népesség
A település népességének változása:
| Lakosok száma | 18 782 | 21 211 | 23 398 | 23 561 | 21 104 |
|               | 2000   | 2010   | 2020   | 2021   | 2022   |